# 3915 Fukushima
3915 Fukushima è un asteroide della fascia principale del diametro medio di circa 20,38 km. Scoperto nel 1988, presenta un'orbita caratterizzata da un semiasse maggiore pari a 2,4385972 UA e da un'eccentricità di 0,0399917, inclinata di 14,43863° rispetto all'eclittica.